# Uğurcan Çakır
Uğurcan Çakır (* 5. April 1996 in Antalya) ist ein türkischer Fußballtorhüter.

## Karriere

### Verein
Çakır begann ab 2008 für die Nachwuchsabteilung von Istanbul Çekmeköyspor zu spielen und wechselte ein Jahr später in die Nachwuchsabteilung von Istanbul Yamanspor. Hier wurde er von den Talentsichtern Trabzonspors entdeckt und in die Nachwuchsabteilung 1461 Trabzons, dem Zweitverein Trabzonspors transferiert. 2012 wechselte er dann in den Nachwuchs von Trabzonspor.
Im Sommer 2014 wurde er mit einem Profivertrag ausgestattet und in der Spielerliste der Profimannschaft als 4. Torhüter geführt. Die Saison 2014/15 verbrachte er aber ausschließlich bei den Nachwuchsmannschaften Trabzonspors und rückte erst zur Saison 2015/16 als 3. Torhüter in die Profimannschaft. Durch die Suspendierung des Stammtorhüters Onur Kıvrak im Juli 2015 wurde Çakır in der Europa-League-Partie gegen Rabotnički Skopje von Spielbeginn an eingesetzt und gab damit sein Profidebüt. Im weiteren Verlauf der Hinrunde der Saison 2015/16 absolvierte er zwei türkische Pokalpartien für Trabzonspor. Zur Rückrunde lieh ihn sein Verein an den Zweitverein, den Zweitligisten 1461 Trabzon aus.

### Nationalmannschaft
Çakır startete seine Nationalmannschaftskarriere im November mit einem Einsatz für die türkische U-19-Nationalmannschaft und spielte ein Jahr später auch für die türkische U-20-Nationalmannschaft.
Im Jahr 2021 wurde er in den türkischen Kader für die Fußball-Europameisterschaft 2021 berufen.

## Erfolge
- Türkischer Meister: 2021/22